# Політична карта

Політична карта світу в проєкції Робінсона

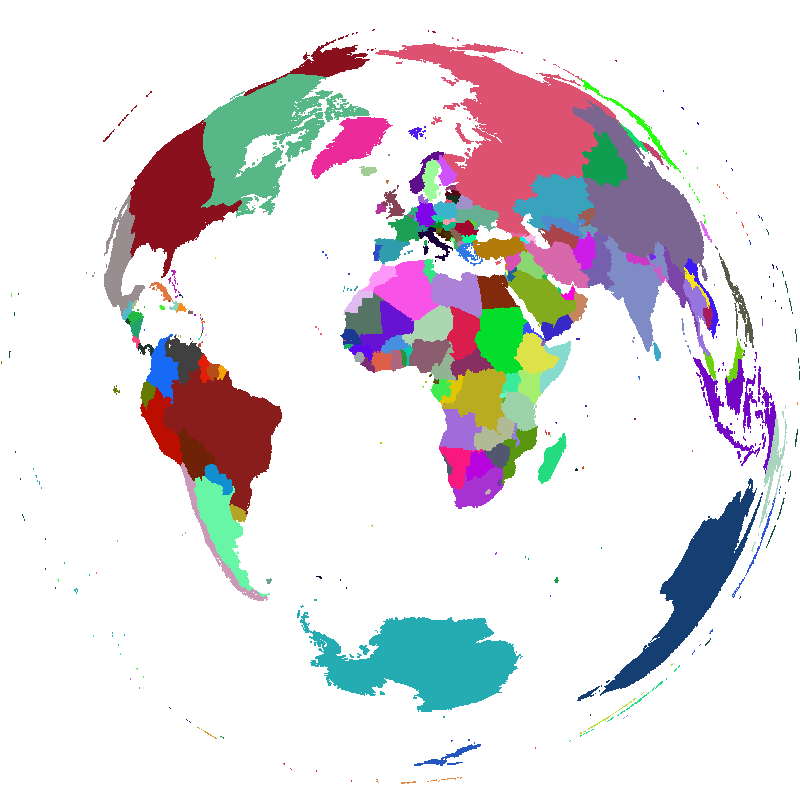
Політична карта світу в проєкції Ламберта

Політична мапа —  тематична географічна карта, на якій відображено територіально-політичний поділ світу, материків або окремих регіонів із зазначенням меж держав та інших адміністративно-територіальних одиниць. На ній також можуть бути показані столиці та найбільші міста держав. Політична карта відображає вибрані політичні аспекти окремих держав чи регіонів.

## Геометричні особливості
Кожна мапа є неточною в тому сенсі, що вона містить геометричні спотворення. Причиною цього є неможливість ідеальної передачі оболонки Землі (земного еліпсоїда) на поверхні прямокутника або квадрата. Відбувається відображення тривимірної (x, y, z)  оболонки Землі на двовимірну (x, y)  карту.

## Характеристики
Однією з геометричних особливостей політичної мапи є її проекція. Проєкція - це спосіб відображення земної поверхні на площину. Існує багато різних проекцій, кожна з яких має свої переваги та недоліки. Наприклад, проєкція Меркатора використовується для навігації на морі, оскільки на ній відстані між паралелями зберігають свої відношення, але зміщуються довготи, що робить її менш корисною для вивчення політичної мапи світу.
Ще однією особливістю політичної мапи є спосіб відображення кордонів країн та територій. Залежно від цього можуть виникати питання про визнання деяких територій іншими країнами, особливо в разі конфліктів. Також варто зазначити, що політична мапа не завжди відображає етнічні чи культурні межі, що можуть бути більш складними та розмитими.
Крім того, політична мапа може відображати різні статистичні дані, такі як населення, економічний розвиток, кліматичні умови та інші фактори. Це дозволяє досліджувати та порівнювати різні країни та території з різних точок зору.
Узагалі ж, політична мапа є важливим інструментом для вивчення та аналізу політичної географії та міжнародних відносин. Вона може допомогти розуміти геополітичні взаємини між різними країнами, виявляти причини конфліктів та розуміти вплив політичної сфери на економіку, культуру та соціальні процеси в різних регіонах світу.
Також варто зазначити, що політична мапа може бути досить динамічною, оскільки політичні кордони можуть змінюватися з часом. Наприклад, деякі країни можуть розділятися на менші держави, інші можуть об'єднуватися в більші блоки. Такі зміни відображаються на політичній мапі та можуть вплинути на геополітичну ситуацію в регіоні.